# Artur Kääb
Artur Kääb, eigtl. Hans Willibald Artur Kääb (* 11. Oktober 1890 in Maroldsweisach; † 3. August 1982 in München) war ein deutscher Jurist und Verwaltungsbeamter. Er war unter anderem verantwortlich für die Einrichtung der reichsweiten Volkskartei und kurzfristig amtierender Polizeipräsident von München.

## Werdegang
Kääb studierte Rechts- und Staatswissenschaften in München, Erlangen und Würzburg, wo er 1913 mit der Arbeit „Über die Rückwirkung einer etwaigen Aufhebung des Jesuitengesetzes auf das Landesrecht. Eine staatsrechtliche Studie“ promovierte.
Nach Kriegsteilnahme im Ersten Weltkrieg bestand er 1920 die Große Staatsprüfung und wurde mit Dienstalter von 1916 in den bayerischen Staatsdienst übernommen. Er war zunächst Bezirksamtmann in Pirmasens und wurde dann Regierungsrat, später Regierungsrat I. Klasse bei der Regierung der Pfalz in Speyer.
1934 wurde er an das Reichsministerium des Innern (Polizeiabteilung) abgeordnet. Im Sommer 1935 erfolgte die Übernahme in den Reichsdienst. Ab Juni 1936 war er beim Reichsführer-SS und Chef der deutschen Polizei (Hauptamt Ordnungspolizei) tätig. Am 16. Januar 1940 beantragte er die Aufnahme in die NSDAP und wurde zum 1. März 1940 aufgenommen (Mitgliedsnummer 7.548.450). Von August 1944 bis zum Kriegsende an das Polizeipräsidium München abgeordnet, wurde er in den letzten 9 Kriegstagen kommissarischer Polizeipräsident.
Während der Zeit des Nationalsozialismus bedeutsam war seine Mitwirkung an der Erstellung der sogenannten Volkskartei, für die er gemeinsam mit Erich Liebermann von Sonnenberg seit 1939 im Hauptamt Ordnungspolizei verantwortlich war.
Bis zum 13. Juni 1946 war er in Ludwigsburg interniert. Die Spruchkammer München I stufte ihn am 30. April 1947 in die Gruppe V („Entlastete“) ein. Seit dem 3. Dezember 1947 war er Angestellter im Bayerischen Staatsministerium des Inneren, am 1. September 1948 wurde er als Regierungsdirektor erneut Beamter auf Lebenszeit. Am 31. Oktober 1955 wurde er als Ministerialdirigent in den Ruhestand versetzt.

## Namensproblematik
Kääb nutzte seinen dritten Vornamen Artur als ausschließlichen Ruf- bzw. Autorennamen. Entsprechend wurden seine Schriften unter dem Namen Dr. Artur Kääb publiziert.

## Schriften (Auswahl)
- Mit Erich Liebermann von Sonnenberg: Die Reichsmeldeordnung. Erläuterte Handausgabe mit einem Geleitwort des Chefs der Ordnungspolizei, SS-Obergruppenführer und General der Polizei Daluege, Kommunalschriften-Verlag J.Jehle, München – Berlin, 1938
- Mit Erich Liebermann von Sonnenberg: Die Volkskartei: Ein Handbuch, Kommunalschriften-Verlag J.Jehle, München – Berlin, 1939  (erweiterte Ausgaben mit Geleitwort Dalueges 1940 und 1942)
- Die Polizeiverordnungen der Reichsminister, Polizeirecht – Sammlung reichsrechtlicher Polizeivorschriften, Verlag für Recht und Verwaltung GmbH, Berlin, 1941
- mit Walter Rösch unter Mitarbeit von Hans-Jochen Vogel und Walter Gollwitzer: Bayerisches Landesstraf- und Verordnungsgesetz, Kommentar, Verlag C. H. Beck, 2. völlig neubearbeitete Auflage, München 1967